# E56

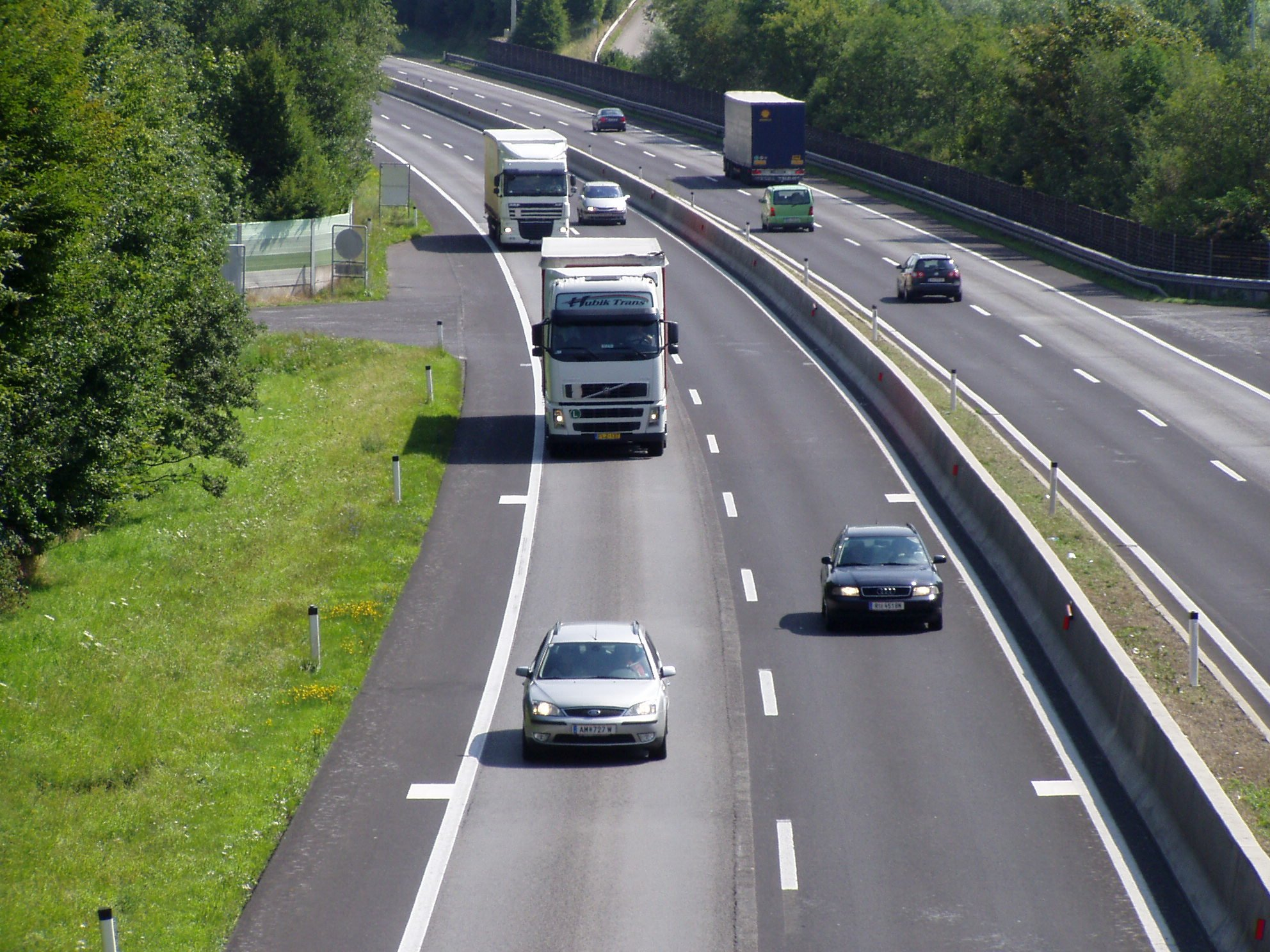
E56/A8 vid Pichl i Österrike.

E 56 eller Europaväg 56 är en 310 kilometer lång Europaväg som börjar i Nürnberg i Tyskland och slutar i Sattledt i Österrike.

## Sträckning
Nürnberg - Regensburg - Passau - (gräns Tyskland-Österrike) - Wels - Sattledt

## Motorvägar
Delar av vägen är motorväg.
- A3 (motorväg, Tyskland)
- A8 (motorväg, Österrike)

## Anslutningar
| - E45 - E50 - E53 |  | - E552 gemensam sträcka - E55 - E57 |